# L'Escanyapobres
L'Escanyapobres és un novel·la escrita el 1884 per Narcís Oller.
Es tracta d'una obra esquemàtica ambientada en una societat rural en procés d'industrialització. L'autor aconsegueix personificar els diners i l'avarícia a través del tràgic personatge Oleguer i la seva esposa, la Tuies.
En aquesta obra s'observen una barreja d'elements que pertanyen a diferents corrents literaris de l'època. Així, l'anàlisi del context social, la tècnica descriptiva i l'element lingüístic de la novel·la s'adscriuen de ple en el realisme. En canvi, la descripció científica del procés de l'avarícia i la finalitat moral encaixen amb el naturalisme. Tanmateix, l'obra conté també alguns aspectes romàntics i d'altres costumistes.
Amb tot, L'Escanyapobres dibuixa les línies de la futura novel·la del segle xx.
Oller explica en les seves Memòries literàries que va escriure L'Escanyapobres en quinze dies a les primeries del 1884, fruit de la «febre d'escriure» que el posseïa llavors, i la descriu com una obra absolutament «filla de la meva fantasia, sens tenir altres arrels en la realitat que alguns tocs de la roïnesa de l'Oleguer... i algunes d'aquelles impressions sumàries que ofereix constantment a tots l'espectacle de la vida».
Émile Zola va definir la novel·la com un tros de vida, vist a través d'un temperament («une tranche de vie, vue a travers d'un tempérament»).
Inicialment l'obra portà el subtítol «Estudi d'una passió» va ser suprimit per Oller en incorporar L'Escanyapobres al primer volum de les seves Obres completes del 1928.
Va ser traduïda al castellà el 1897 (El Esgaña-pobres. Estudio de una pasión), al francès el 1899 (Le Rapiat, amb pròleg de Zola) i al polonès el 2012 (Krwiopijca).

## Personatges

### Principals

Retrat de l'autor

Oleguer: personatge principal que es caracteritza per un gran sentit de l'avarícia. Durant l'obra adquireix la masia de la Coma però el seu caràcter aspre provoca que li sorgeixin enemistats com l'Eloi, un pagès geperut. Es casa per interès amb la donya Tuies. Al final de l'obra, l'Oleguer és segrestat i mort, ja que Donya Tuies no li paga el rescat. La seva mort simbolitza el triomf d'un nou ordre industrial enfront de l'antic règim. Durant l'obra, es mostren les dos facetes d'un mateix home: la primera i més freqüent és la d'un monstre avariciós, obsessionat amb els diners i d'una avarícia incommensurable. L'altra faceta és la d'un home que només es mostra en la seva estada a la Coma en què treballa com qualsevol altre treballador i d'un caràcter moderat. No obstant això, la part obscura de l'home es mostra sempre, per desgràcia dels seus subordinats.
Don Magí: notari que ajuda l'Oleguer i mor per un atac de cor. Deixa vídua la Donya Tuies. Aquest personatge manté una amistat amb l'Oleguer, ja que comparteixen uns mateixos ideals de diners i l'esforç. Magí fa una inversió ruïnosa en un castell que posteriorment l'acabarà llogant l'Oleguer i on aquest establirà la seva residència cap al final de l'obra. Aquest sempre es veurà superat per l'extrema avarícia de Donya Tuies, en un matrimoni sense amor.
Donya Tuies: fil vertebrador de l'obra, ja que a causa de la seva avarícia, causa la mort dels protagonistes principals. Al primer li provoca un infart i al segon no li paga el rescat que se li exigeix. És una persona d'edat avançada i es passa els dies contant les monedes que tenia amagades per casa; fet que causarà disputes amb l'Oleguer sobre sumes de diners i la seva possessió. No obstant això, la donya Tuies té un caràcter més agradable i obert que l'Oleguer.

### Secundaris
Pere: aquest personatge és un pagès de la masia de la Coma que no va heretar la masia per culpa del tracte de favor que li té Don Magí a l'Oleguer, que es converteix en l'amo de la masia. El Pere intenta ser pacient amb l'Oleguer, en alguns moments mantenen una bona relació i intenta controlar l'Eloi perquè no cometi crims. Al final expulsa a l'Oleguer de la Coma quan ven al matxo de la masia a canvi d'una mula pel mateix benefici de l'Escanyapobres.
Eloi: físicament, es caracteritza per ser geperut. És un pagès de la masia que sent un gran menyspreu per l'Oleguer i vol que regeixi la masia el Pere. És un personatge violent que amenaça a l'Oleguer de mort, ja que el culpa de la seva desgràcia i de les males collites.

## Intencionalitat de l'obra
L'obra va ser escrita amb la intenció de criticar un sector de la societat que estava ancorat en un sistema de l'Antic Règim, amb una mentalitat que, segons Oller, ja no pertocava, car pertanyia a un moviment innovador com la Renaixença. L'altre objectiu primordial era criticar, com el mateix autor deia, que a la terra hi havia massa avars i usurers, que causaven la pobresa a la gent treballadora del camp. Aquest fet s'identifica clarament en el personatge del Pere, que sofreix de les misèries de l'Oleguer.
Oller pertanyia a una classe burgesa enriquida a causa de la Revolució Industrial i amb l'arribada del tren al poble de Pratbell simbolitza que la revolució ha arribat al camp i a l'interior del país. L'arribada de la indústria serà clau per al posterior desenvolupament de la zona.